# Erik Pujayev
Erik Gueórguievich Pujayev (en ruso: Эрик Георгиевич Пухаев; Skhlit, 5 de mayo de 1957) fue el primer ministro de Osetia del Sur desde el 16 de mayo de 2017 hasta el 29 de agosto de 2020, sucediendo a Domenty Kulumbegov.
Estudió en el Instituto Pedagógico de Osetia del Sur (1977-1982) y ejercía de profesor de Matemática y Física. En 2005 fue nombrado director del Instituto Estadístico. De 2014 a 2017 fue elegido vice primer ministro.
| Predecesor: Domenty Kulumbegov | Primer ministro de Osetia del Sur 2017-2020 | Sucesor: Gennady Bekoyev |